# Otopeni
Otopeni (rumænsk udtale: [otoˈpenʲ]) er en by i distriktet Ilfov i Muntenien, Rumænien, nord for Bukarest ved hovedvejen DN1-vejen til Ploiești. Byen har 21.750 (2021) indbyggere, hvoraf 99,0 % er etniske rumænere. En landsby, Odăile, administreres af byen.
Henri Coandă International Airport ligger i Otopeni. Luftfartsselskabet TAROMs hovedkontor ligger i den internationale afgangsterminal i lufthavnen. Desuden ligger Țiriac Airs hovedkontor i Otopeni.

## Historie
I forbindelse med udgravninger i 1966 for at udvide den nærliggende lufthavn, fandt man fragmenter af gammelt keramik og andre genstande, fra en menneskelig boplads, fra den første periode af jernalderen. I en overlejring blev der fundet en anden boplads, der er dateret til det 10. århundrede.
Ved charter af 14. februar 1587 gav Mihnea Turcitul - vojvod af Valakiet - Den hellige Trenighedskloster halvdelen til landsbyen Islazul og halvdelen til landsbyen Hodopeni (i dag Otopeni).
I slutningen af det 19. århundrede var Otopeni by en del af distriktet Dâmbovița bestående af to landsbyer, Nedre Otopeni og Øvre Otopeni, med i alt 851 indbyggere. Kommunen drev en skole med 29 elever og to kirker (en i hver landsby).